# Inquéritos criminais envolvendo Victor Ponta
Os inquéritos criminais envolvendo Victor Ponta foram iniciados durante os primeiros dias de junho de 2015 quando o governo da Romênia foi abalado por uma investigação criminal contra o primeiro-ministro Victor Ponta por dezenove atos de corrupção entre 2007 e 2008, quando ele era advogado.  Além disso, Victor Ponta também foi investigado por conflitos de interesse durante seu mandato, quando impulsionou Dan Șova, um aliado político e amigo, a cargos no governo.  Sua renúncia foi exigida pelo presidente Klaus Iohannis e várias figuras da oposição. Victor Ponta negou as acusações e se recusou a renunciar.
Houve um impasse político entre os partidos governistas e da oposição, também os maiores partidos: Partido Social-Democrata (PSD) e o Partido Nacional Liberal (PNL). Este último apresentou em 5 de junho uma moção de censura ao IV Gabinete de Ponta por não organizar as eleições presidenciais na diáspora em novembro de 2014.

## Inquéritos
De acordo com um comunicado de imprensa da Direção Nacional Anticorrupção (DNA), Victor Ponta foi acusado de falsificação de documentos (dezessete delitos), cumplicidade na evasão fiscal por meio de repetida lavagem de dinheiro.  Da mesma forma, a Direção Nacional Anticorrupção solicitou uma notificação judicial para iniciar uma ação criminal contra o primeiro-ministro por conflito de interesses, no caso da promoção de Dan Șova ao governo. Assim, Victor Ponta torna-se o primeiro premiê romeno a ser processado por corrupção durante o exercício do cargo. 

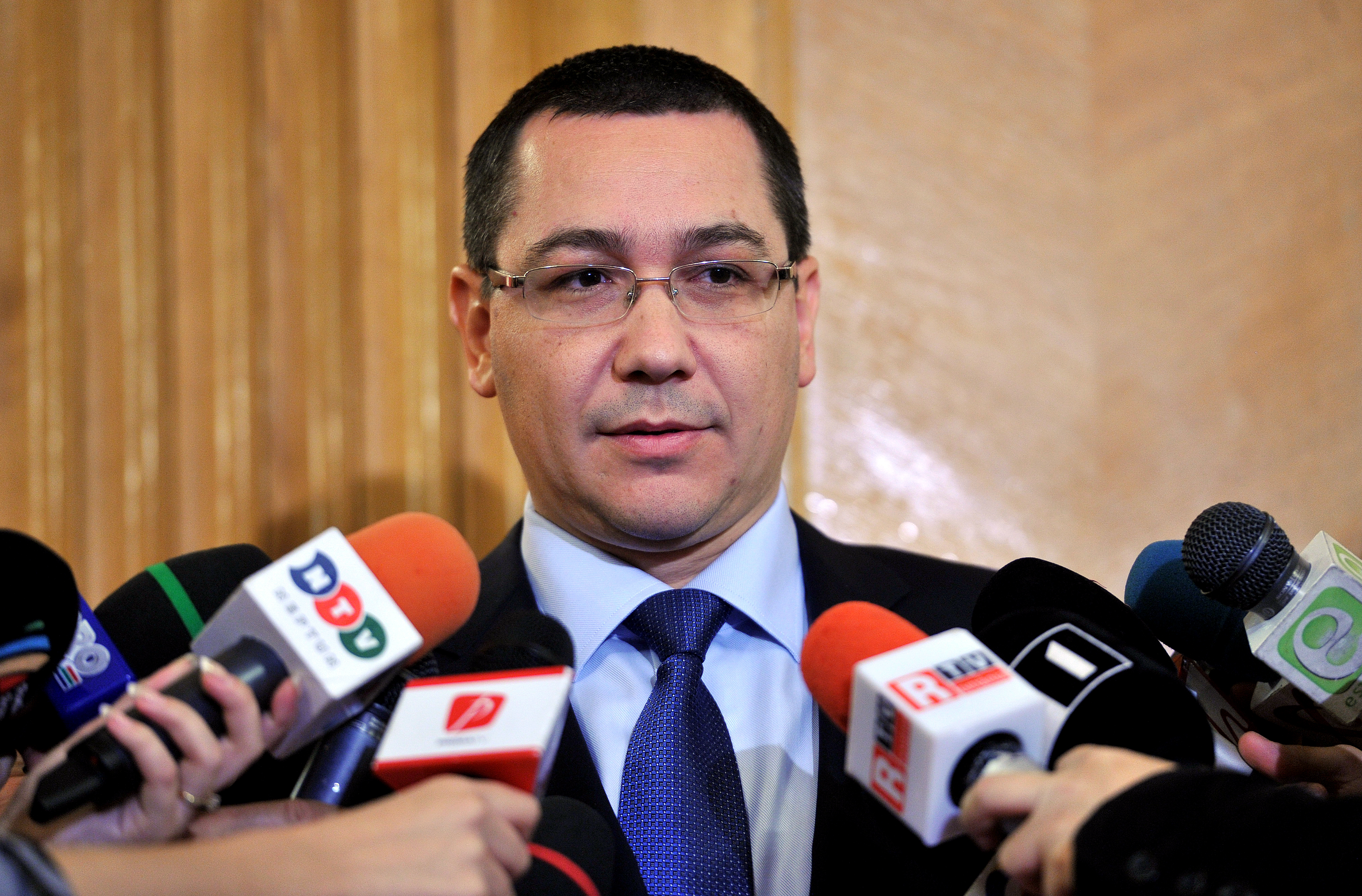
O primeiro-ministro Victor Ponta foi acusado de 22 atos de corrupção.

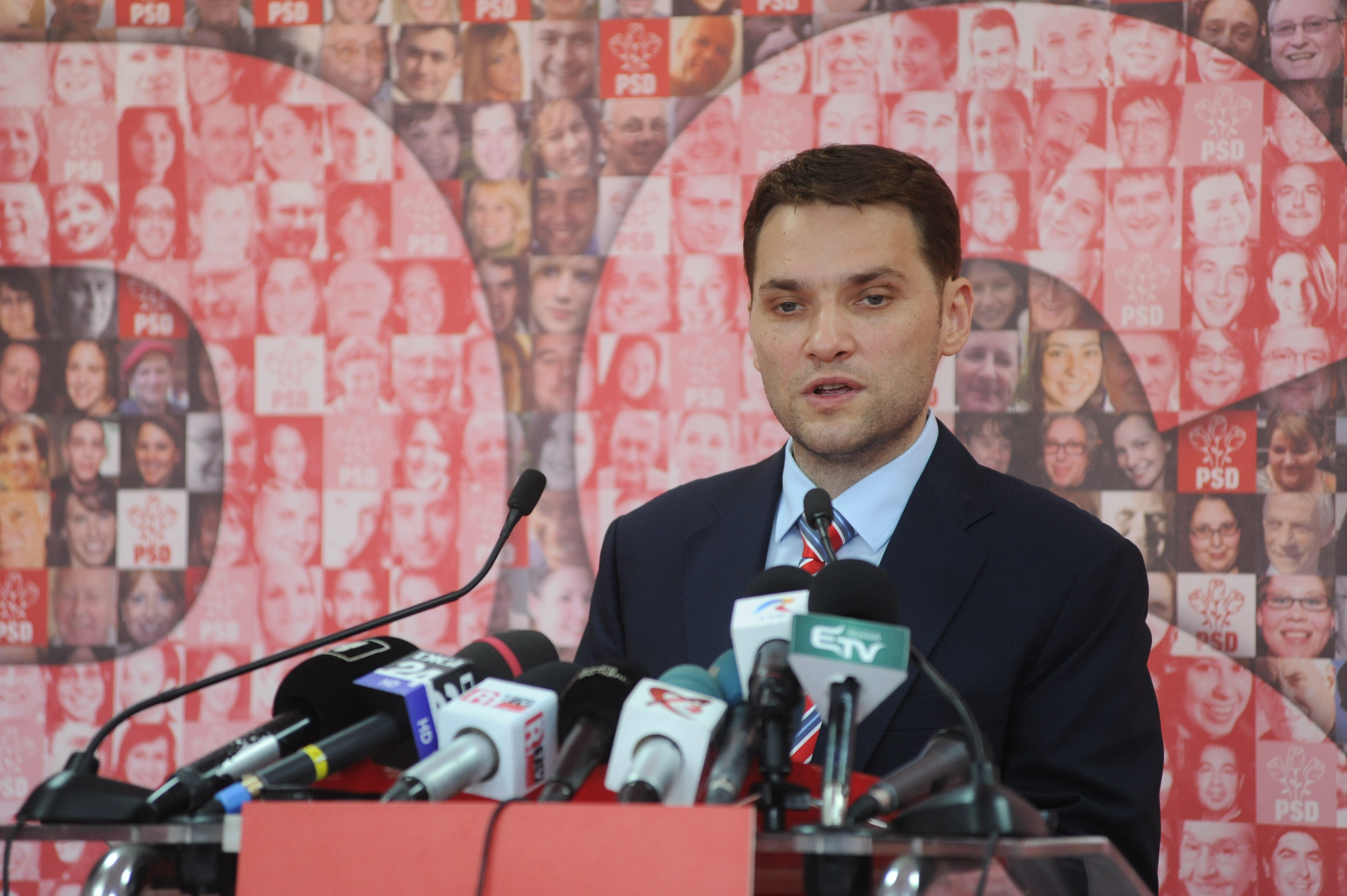
O senador Dan Șova foi investigado sob supervisão judicial por falsificação, evasão fiscal e lavagem de dinheiro.

A Direção Nacional Anticorrupção acusou Victor Ponta de, entre outubro de 2007 e dezembro de 2008, receber 181.439 leus do escritório de advocacia de Dan Șova, sob um acordo de colaboração. Para justificar o dinheiro, Victor Ponta elaboraria dezessete faturas fictícias,  porque, na realidade, não teria fornecido nenhum trabalho para o escritório de advocacia de Dan Șova.  Como resultado de auditorias tributárias, Ponta teria produzido dezesseis documentos falsos para justificar seu trabalho jurídico no escritório de advocacia. Os documentos seriam feitos usando o método "copiar e colar", de acordo com os promotores.  Desse dinheiro, Ponta comprou dois apartamentos de luxo em um complexo residencial em Bucareste.  Além do dinheiro recebido do escritório de advocacia, Ponta também se beneficiou de um Mitsubishi Lancer Evolution X, cedido gratuitamente, do escritório de advocacia de Dan Șova.  A firma pagou o adiantamento e as taxas de 6.000 leus por mês pelo carro usado por Ponta, no total cerca de 80.000 leus. Posteriormente, no cargo de primeiro-ministro da Romênia, Ponta promoveu Dan Șova ao governo, pelo qual a Direção Nacional Anticorrupção acusa o premiê de conflito de interesses, dado que anteriormente ele havia recebido dinheiro e um carro de Șova.
Em 5 de junho, a Direção Nacional Anticorrupção solicitou à Câmara dos Deputados da Romênia a aprovação da denúncia contra o premiê por conflito de interesses, mas o requerimento foi rejeitado pelos deputados em 9 de junho. Os legisladores votaram 231 contra e 120 a favor da revogação da imunidade parlamentar de Ponta.
Dan Șova, senador pelo Partido Social-Democrata, era processado desde agosto de 2014 por três crimes de cumplicidade por abuso de poder,  obtendo vantagens indevidas para si próprio ou para outros, depois que em 2007-2008 sua firma "Șova e Associados" concluiu três contratos para assistência jurídica aos complexos energéticos Turceni e Rovinari, após os quais seriam prejudicados por quase 3,5 milhões de leus.  No mesmo caso, são processados Laurențiu Ciurel, diretor de investimentos do Complexo Energético de Rovinari na época dos fatos, e o ex-gerente geral do Complexo Energético Turceni, Dumitru Cristea, por abuso de cargo.  Dan Șova também foi investigado pela Diretoria Nacional de Anticorrupção no caso de retrocessão ilegal de florestas, juntamente com o ex-deputado do PSD Viorel Hrebenciuc e o sogro de Victor Ponta, Ilie Sârbu.  Após uma votação, o Senado da Roménia rejeitou em 2 de junho o pedido de retenção e prisão preventiva de Șova, registrando 66 votos "favoráveis" e 72 "contrários".  A partir de 5 de junho de Dan Sova ficou sob análise judicial. Além disso, ele não possuía permissão para deixar o país ou se comunicar com Victor Ponta.
Em 13 de julho, Victor Ponta foi convocado pela Direção Nacional Anticorrupção, onde foi notificado que havia sido solicitada uma perícia financeira e contábil.  Além disso, a Direção Nacional Anticorrupção alterou sua condição neste caso de suspeito para acusado, com o premiê invocando o seu direito ao silêncio, de modo que não deu qualquer declaração ao promotor. Algumas de suas propriedades seriam confiscadas até o desfecho do processo.  Victor Ponta renunciou ao cargo de presidente do Partido Social-Democrata, no dia anterior, afirmando que pretendia provar sua inocência.  Em 19 de agosto, os promotores apreenderam um apartamento de Victor Ponta, para recuperar o prejuízo de 51,321.80 leus que foram produzidos a partir de sua cumplicidade na evasão fiscal, montante determinado após a avaliação realizada no caso "Turceni-Rovinari". Em 17 de setembro, Victor Ponta foi enviado para julgamento, indo para o Tribunal Superior de Cassação e Justiça. 

## Moção de censura
Uma moção de censura foi submetida ao Parlamento pelo Partido Nacional Liberal em 5 de junho, no mesmo dia em que Victor Ponta foi acusado de corrupção. A moção é intitulada "Victor Ponta - rejeitado por abuso de poder ao bloquear a eleição. O direito de votar não é um slogan!".  No texto da moção, os liberais também mencionam a votação para a petição da Direção Nacional Anticorrupção no caso de Dan Șova e a "atitude hostil em relação à justiça". Na data do registro, a moção foi assinada por 183 deputados, dos quais doze do Partido Social Romeno, dois do grupo Democrata, sendo os demais deputados e senadores do PNL.  A moção foi votada em 12 de junho. Reuniu 194 votos a favor e 13 contra, enquanto sete votos foram anulados.  Para derrubar o governo, a moção precisava de 278 votos. Dos 418 deputados presentes, apenas 214 votaram. 
A moção de censura foi vinculada por Victor Ponta e membros do PSD a uma tentativa de derrubar o governo através do poder judiciário.  Essa suspeita foi rejeitada não somente pelos membros da oposição, mas também pela promotora-chefe da Direção Nacional Anticorrupção, Laura Codruța Kövesi.  Além disso, o primeiro-ministro afirmou que o caso no qual estava sendo investigado seria politicamente orquestrado.